# 12503 Danielpeterson
12503 Danielpeterson este o planetă minoră (asteroid), cu un diametru de 4,266 km, din centura de asteroizi. A fost descoperită pe 24 martie 1998 la Magdalena Ridge Observatory⁠(d) de Lincoln Near-Earth Asteroid Research. 
Obiectul prezintă o orbită caracterizată de o semiaxă mare de 2,7590608 UAi, o excentricitate de 0,12, o înclinație de 8,7406 ° în raport cu ecliptica.